# Christian Havestadt

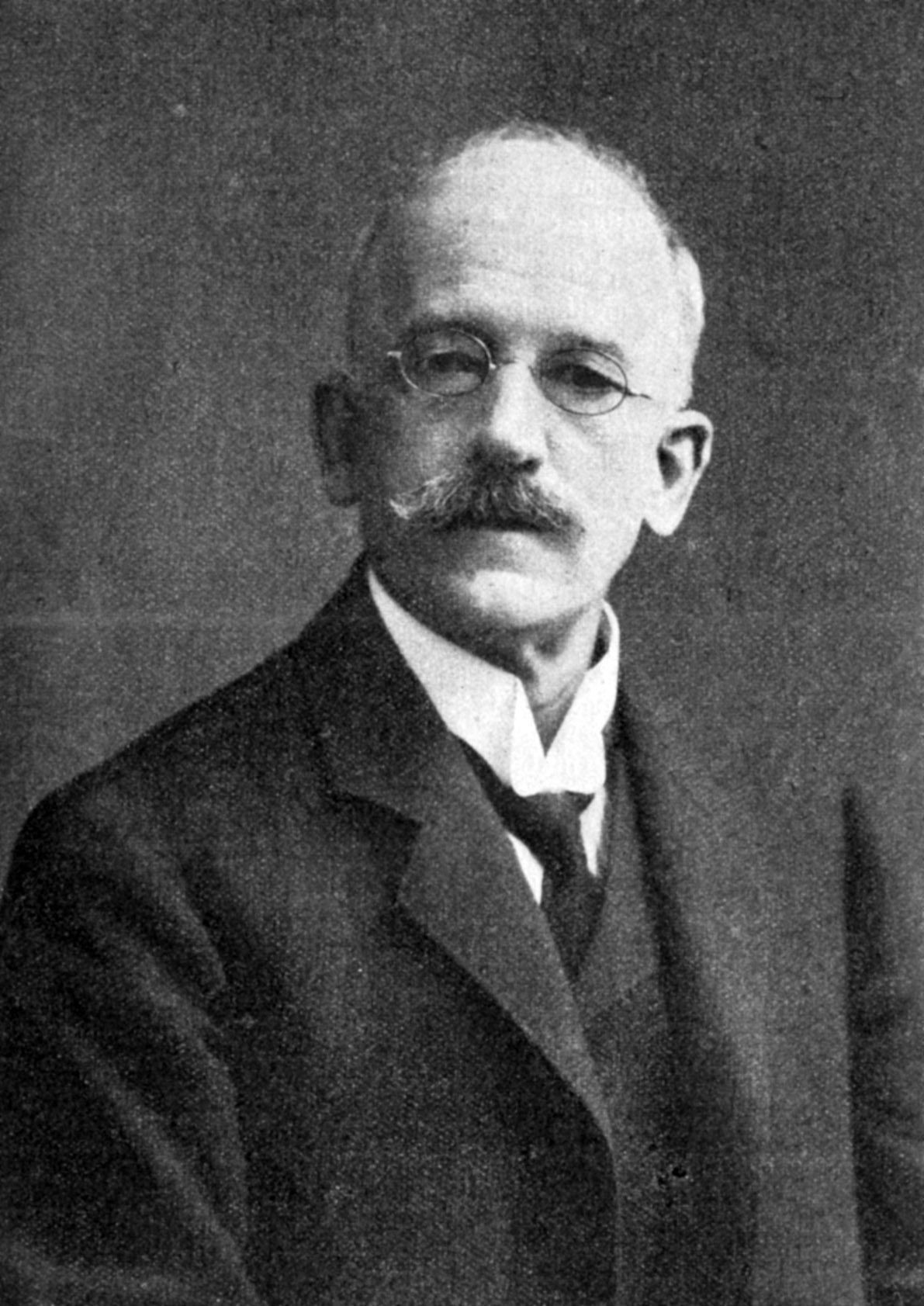
Christian Havestadt

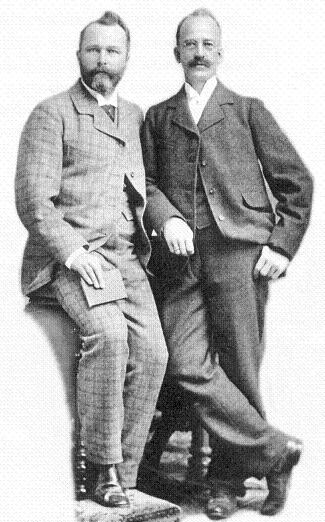
Havestadt (rechts) mit seinem Partner Max Contag

Christian Havestadt (* 24. Juli 1852 in Emmerich; † 29. Dezember 1908 in Deutsch-Wilmersdorf) war ein deutscher Bauingenieur.

## Leben
Christian Havestadt war Sohn eines Oberlehrers. Er besuchte das Gymnasium und anschließend den für Baubeamte vorgeschriebenen Ausbildungsgang. 1878 beteiligte er sich am Schinkel-Wettbewerb, bei dem ein Schifffahrtskanal im Süden von Berlin zwischen Spree und Havel zu projektieren war. Havestadt erhielt für seine Arbeit den ersten Preis. Im gleichen Jahr legte er die 2. Staatsprüfung im Baufach ab.
Im Sommer 1878 unternahm Havestadt eine Studienreise nach Paris, Belgien, Holland und Dänemark. Anschließend trat er als Baumeister in den Staatsdienst. Eine weitere Reise mit Hilfe eines Stipendiums führte ihn nach England und Schottland zum Studium der Hafen- und Eisenbahnanlagen. Im Staatsdienst wurde Havestadt bis 1882  bei der Ministerial-Baukommission, beim Hofmarschallamte und im Arbeitsministerium eingesetzt. Außerdem war er nebenbei als Assistent an der Technischen Hochschule Charlottenburg tätig.
Am 8. Oktober 1882 gründete er zusammen mit seinem Studienfreund und Bundesbruder Max Contag die Ingenieurfirma Havestadt & Contag, die sich auf die Bearbeitung und Bauleitung von Ingenieurbauten spezialisierte. Als bedeutendstes Werk der sehr erfolgreichen Firma gilt der Teltowkanal, der unter der Bauleitung von Havestadt & Contag errichtet wurde. Christian Havestadt wurde vom Landkreis Teltow auch zum Vorsitzenden der Teltowkanal-Baukommission berufen.
In den letzten Jahren seines Lebens widmete sich Havestadt auch den Plänen für die Errichtung einer Untergrundbahn in der Gemeinde Wilmersdorf. Hier war er auch längere Zeit Mitglied des Gemeinderats und im Aufsichtsrat mehrerer Grundstücksgesellschaften.

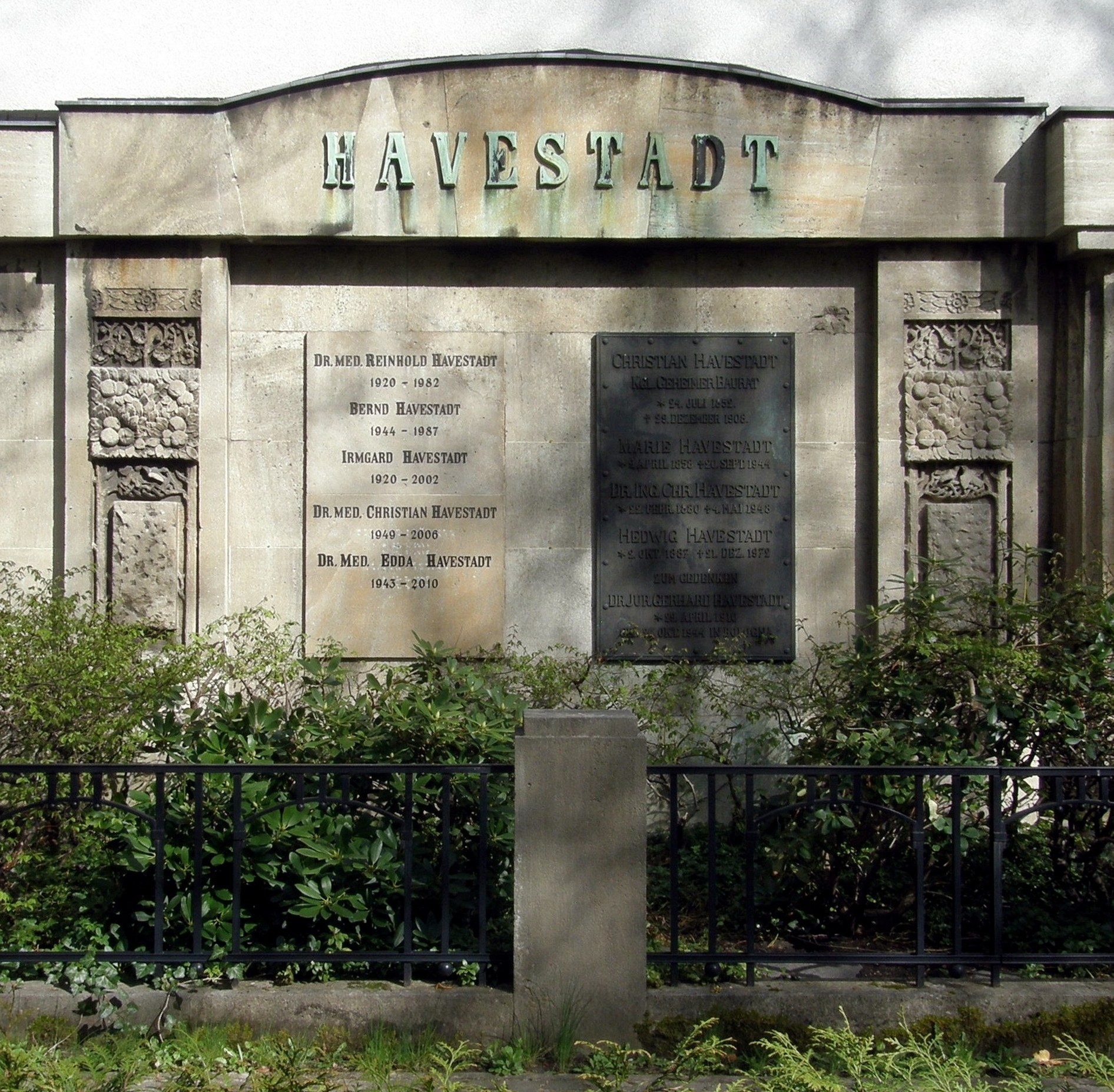
Familiengrab Havestadt auf dem Friedhof Wilmersdorf

Havestadt verstarb nach langem, schwerem Leiden. Sein Grab befindet sich auf dem Friedhof Wilmersdorf.

## Ehrungen
- 1894: Ernennung zum Königlichen Baurat.
- 1905: Berufung an die Königliche Akademie des Bauwesens.
- 1906: Aus Anlass der Eröffnung des Teltowkanals Ernennung zum Geheimen Baurat.
- 2003: Benennung des Havestadtplatzes in Berlin-Adlershof zu seinem Gedenken.